# Молодёжный переулок (Пороховые)

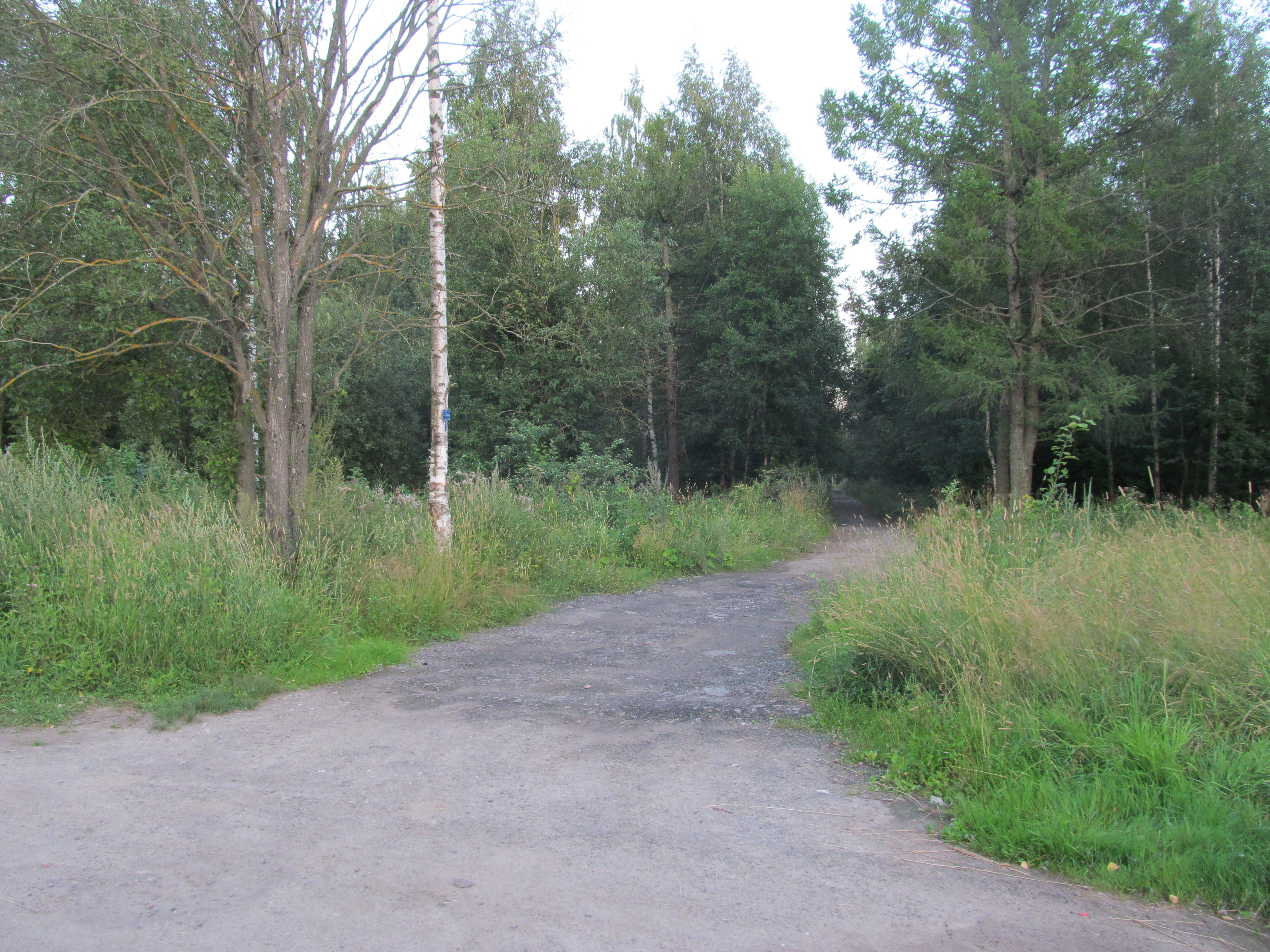
Вид от Набережной улицы

Молодёжный переу́лок — переулок в Красногвардейском районе Санкт-Петербурга. Проходит от Набережной до Новой улицы. По состоянию на 2016 год строения по переулку отсутствуют, проезжая часть не оборудована.

## История
Переулок возник в 1950-е годы, и сразу получил своё название, однако, в реестре городских названий оно описывается, как появившееся 7 июля 1999 года.

## Пересечения
- Набережная улица
- Новая улица

## Транспорт
Ближайшая к Молодёжному переулку станция метро — «Ладожская» Правобережной линии.
Движение наземного общественного транспорта по переулку отсутствует.

## Достопримечательности
- В непосредственной близости от Молодежного переулка находится Ржевский лесопарк.
- За пересечением с Набережной улицей — разлив реки Лапки (Жерновки).